# Matteo Trevisan
Matteo Trevisan (ur. 13 sierpnia 1989 we Florencji) – włoski tenisista, zwycięzca juniorskiego Wimbledonu 2007 w grze podwójnej chłopców. Jego siostrą jest tenisistka Martina Trevisan.

## Kariera tenisowa
W 2007 roku razem z Danielem Lopezem osiągnęli finał Wimbledonu w grze podwójnej chłopców. W meczu mistrzowskim pokonali Romana Jebavego i Martina Kližana wynikiem 7:6(5), 4:6, 10–8.
Po raz pierwszy w turnieju należącym do cyklu ITF Men’s Circuit zagrał w 2005 roku. W turnieju cyklu ATP World Tour zadebiutował w 2015 roku w czasie zawodów w Umagu, gdzie pomyślnie przeszedł kwalifikacje i odpadł w pierwszej rundzie głównych rozgrywek.
Wygrał 1 turniej o randze ATP Challenger Tour w grze podwójnej.
W rankingu gry pojedynczej najwyżej był na 267. miejscu (18 października 2010), a w klasyfikacji gry podwójnej na 341. pozycji (3 listopada 2014).

### Zwycięstwa w turniejach ATP Challenger Tour w grze podwójnej
| Końcowy wynik | Nr | Data             | Turniej | Nawierzchnia | Partner         | Przeciwnicy                        | Wynik finału |
| ------------- | -- | ---------------- | ------- | ------------ | --------------- | ---------------------------------- | ------------ |
| Zwycięzca     | 1. | 15 sierpnia 2010 | Trani   | Ceglana      | Thomas Fabbiano | Daniele Bracciali Filippo Volandri | 6:2, 7:5     |

### Finały juniorskich turniejów wielkoszlemowych

#### Gra podwójna (1–0)
| Końcowy wynik | Nr | Data | Turniej           | Nawierzchnia | Partner      | Przeciwnicy                | Wynik finału      |
| ------------- | -- | ---- | ----------------- | ------------ | ------------ | -------------------------- | ----------------- |
| Zwycięzca     | 1. | 2007 | Wimbledon, Londyn | Trawiasta    | Daniel Lopez | Roman Jebavý Martin Kližan | 7:6(5), 4:6, 10–8 |